# Joquicingo
Joquicingo è un comune del Messico, situato nello stato di Messico.